# Travels Through North and South Carolina
Travels Through North and South Carolina (abreviado Travels Carolina) es un libro con ilustraciones y descripciones botánicas que fue escrito por el botánico y naturalista estadounidense William Bartram. Fue publicado en el año 1791 y reeditado en 1792 y 1794.
William Bartram fue en una expedición a través de Florida, Georgia, Carolina del Norte y Carolina del Sur durante la mayor parte de 1780. Durante este tiempo recopiló la más completa lista de pájaros americanos hasta entonces existente. 

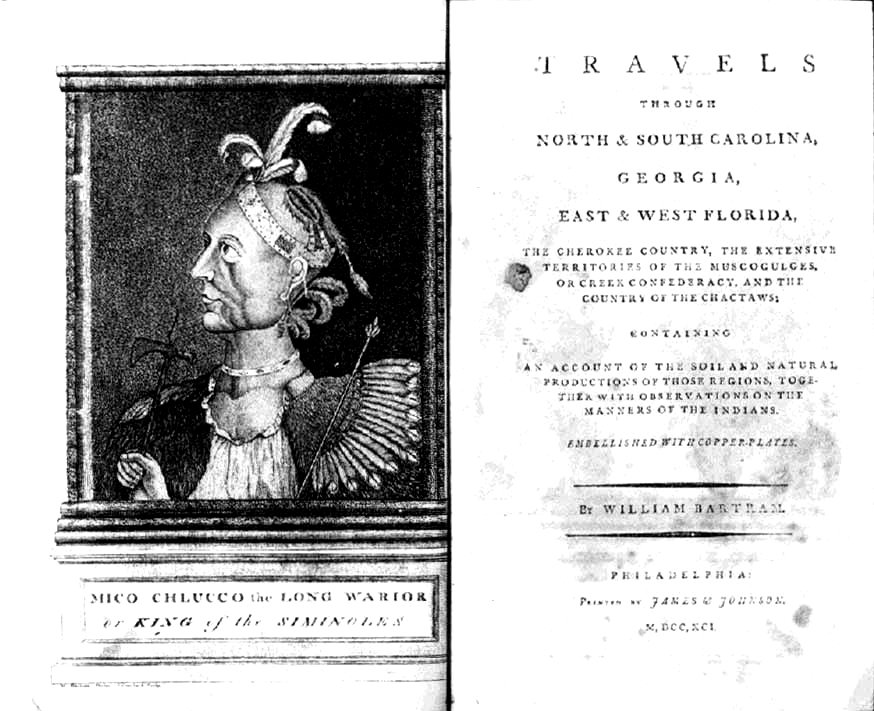
Frontispicio y página de títulos de "Travels".

Después de su vuelta William Bartram publicó su diario en 1791, bajo el título de: Travels through North and South Carolina, Georgia, East and West Florida, the Cherokee Country, etc. que fue considerado en su tiempo como uno de los libros que más contribuyeron al conocimiento de la Historia Natural de Norteamérica. Además de su contribución al conocimiento científico, la obra Travels es notable por sus descripciones del campo americano, que influyó en el espíritu de numerosos escritores Románticos de la época. Se sabe que William Wordsworth y Samuel Taylor Coleridge habían leído su libro, y su influencia se puede apreciar en muchas de sus obras.